# Max Bergius
Max Bergius (* 10. September 1862 in Grünthal; † 1. Januar 1900 in Allenstein) war ein deutscher Verwaltungsjurist.

## Leben
Bergius studierte an der Albertus-Universität Königsberg Rechtswissenschaft. 1881 wurde er Mitglied des Corps Normannia Königsberg. Nach den Examen und dem Vorbereitungsdienst trat er in die innere Verwaltung des Königreichs Preußen. Er war Regierungsassessor bei der Regierung in Posen. Im April 1891 wurde er kommissarisch, im Dezember 1891 endgültig Landrat des Kreises Adelnau in der Provinz Posen. 1899, ein Jahr vor seinem Tod, schied er aus. Er starb mit 37 Jahren.